# Forest Ray Moulton
Forest Ray Moulton (29 de abril de 1872 – 7 de diciembre de 1952) fue un astrónomo estadounidense.

## Semblanza
Moulton nació en Le Roy (Míchigan). Educado en la Universidad Albion, después de graduarse en 1894, obtuvo su licenciatura en la Universidad de Chicago, donde se doctoró en 1899. Inició su carrera docente en la Universidad de Chicago como asociado en astronomía (1898–1900), pasando después a ser instructor (1900–1903), profesor ayudante (1903–1908), profesor asociado (1908–1912), y profesor titular a partir de 1912.
Junto con Thomas Chamberlin, propuso una hipótesis planetesimal, planteando que los planetas se formaron por un proceso de condensación a partir de cuerpos más pequeños denominados planetesimales, proceso provocado por el efecto de la presencia cercana de otra estrella. Esta idea, sin embargo, quedó relegada en favor de otros supuestos más plausibles.
En las primeras décadas del siglo XX, se descubrieron algunos de los satélites pequeños que orbitan alrededor de Júpiter. Moulton propuso que de hecho eran planetesimales capturados por la gravitación del planeta. Esta teoría fue bien aceptada entre los astrónomos.

## Eponimia
- El método de Adams-Moulton para resolver ecuaciones diferenciales.
- El concepto del plano de Moulton, utilizado en geometría.
- El cráter lunar Moulton, que lleva este nombre en su memoria.[3]
- El asteroide (993) Moultona también conmemora su nombre.[4]

## Publicaciones
Moulton fue editor asociado de las Transactions of the American Mathematical Society en 1907 y asociado de investigación del Instituto Carnegie en 1908. Desempeñó varios cargos en el secretariado de la Asociación Estadounidense para el Avance de la Ciencia, editando la documentación de más de veinte de sus simposios. Además de sus varias contribuciones a revistas matemáticas y astronómicas, fue el autor de:
- An Introduction to Celestial Mechanics (1902;[6] second revised edition, 1914)
- An Introduction to Astronomy (1905)
- Descriptive Astronomy (1912)
- Periodic Orbits (1920)
- New Methods in Exterior Ballistics (1926)[7]
- Differential Equations (1930)[8]
- Astronomy (1931)[9]
- Consider the Heavens (1935)